# Store-and-forward
Store-and-forward é uma técnica de telecomunicações em que a informação é enviada a uma estação intermediária onde ela é mantida para ser posteriormente enviada para um dispositivo de destino ou para outra estação intermediária. A estação intermediária, ou nó, no contexto de redes, verifica a integridade da mensagem antes de encaminhá-la. No geral, essa técnica é usada em redes com conectividade intermitente (quando um modem ou roteador derruba a conexão em intervalos de tempo aleatórios) especialmente em locais que requerem uma grande mobilidade. É preferível em situações em que há longos atrasos na transmissão e taxas de erros voláteis e grandes, ou quando conexões fim-a-fim não são possíveis.
Essa técnica se origina no Delay-tolerant networking, nenhum tipo de serviço em tempo real pode ser realizado através dessa arquitetura.

## Retransmissão operada manualmente
Redes em  store-and-forward antecedem o uso de computadores. Equipamentos de ponto-a-ponto de teletipos foram usados para enviar mensagem que foram armazenadas em fitas perfuradas em um centro de retransmissão. Um operador do centro removia a mensagem da fita da máquina de recebimento, lia a informação de  endereço e em seguida enviava-a para o seu destino na saída fim-a-fim de uma ligação teletipo apropriada. Se a ligação de saída estivesse em uso, o operador a colocava em uma fila de espera física, normalmente em clipes ou anzóis. Um centro de retransmissão importante na metade da década de 1990 teria dezenas de entradas e saídas de teletipos, vários operadores e milhares de mensagens em uma fila física nos períodos de pico.

## Retransmissão Automática
O "Plan-55A" foi um sistema de comutação de mensagens store-and-forward automático e eletromecânico. Todas as mensagens armazenadas eram feitas por fitas perfuradas emparelhadas como leitores de fitas.

## UUCP
Antes da implementação da internet, os computadores eram conectados por uma variação da técnica ponto-a-ponto, com uma quantidade muito pequena de computadores usando conexão dial-up. O protocolo UUCP store-and-forward permitia que uma mensagem (normalmente um e-mail) se movimentasse através da junção dos computadores e eventualmente chegasse ao seu destino.
No final do século XX, a técnica Store-and-forward evoluiu para comutação de pacotes.